# Myxosporea
Classe
Synonymes
- Actinomyxea
- Actinosporea

Myxosporea est une classe de parasites microscopiques de la classe des Myxozoa parmi les Cnidaires. Ils ont un cycle de vie complexe qui comprend des formes végétatives chez deux hôtes, un ver aquatique (généralement une annélide) et un chordé ectotherme, généralement un poisson. Ces deux hôtes libèrent un type de spore différent, de formes de spores si différentes qu'on les a longtemps considérées comme appartenant à différentes classes de myxozoaires.

## Liste des ordres
- Bivalvulida Shulman, 1959
- Multivalvulida Shulman, 1959

## Statut taxonomique
La taxonomie des actinosporiens et des myxosporiens était à l'origine basée sur la morphologie des spores. En 1994, le phylum Myxozoa a été redéfini pour résoudre les problèmes taxonomiques et nomenclaturaux résultant du cycle de vie à deux hôtes des myxozoaires,. La distinction entre les deux classes précédemment reconnues Actinosporea et Myxosporea a disparu et la classe Actinosporea a été supprimée, devenant un synonyme de la classe Myxosporea (Bütschli, 1881). En effet, il a été démontré que le cycle du Myxobolus cerebralis(Hofer, 1903), un myxobolidé, parasite de salmonidés, suppose la transformation du myxosporée en un stade d'actinosporée chez l'oligochète Tubifex tubifex (Naididae) et que le stade infectieux chez le poisson est l'actinosporée. Le terme d'actinosporien a été conservé pour distinguer la forme morphologique des actinosporiens. Les actinosporiens restants dont le stade myxosporien n'est pas attesté sont conservés en tant qu'espèces inquerandae jusqu'à ce que leur identité spécifique soit établie.
Concernant le rang taxonomique, il existe deux approches formelles selon que l'on attribue le statut de classe à Myxozoa ou à Myxosporea. Ruggiero et al. (2015) recommande cette dernière approche qui permet de classer Myxozoa au même niveau de sous-embranchement que Medusozoa.
On a émis l'hypothèse que les myxosporiens auraient évolué à partir d'une tumeur transmissible de Polypodiozoa. Cette hypothèse est appelée "l'hypothèse du scandale", acronyme de speciation by cancer development animals (spéciation par les animaux atteints de cancer), faisant référence à sa nature radicale,.

## Transmission
Jusqu'aux années 1980, la transmission directe de myxosporiens était présumée. En 1984, il a été démontré expérimentalement que les spores de Myxobolus cerebralis ne produisaient pas d'infections lorsqu'elles étaient administrées à des salmonidés. Pour se reproduire avec succès, cette espèce nécessite un ver naïdidé comme hôte intermédiaire, dans lequel les spores se développent en une « espèce » du « genre » Triactinomyxon. Ces spores se développent à l'intérieur de l'oligochaete en des formes infectieuses pour les salmonidés. Un tel cycle de vie, avec deux stades sexuels différents, résultant en deux types de spores résistantes, est unique parmi les organismes parasites. Ce mode de cycle de vie a été confirmé chez plusieurs autres espèces de Myxobolus. Ce mode d'infection a également été prouvé dans d'autres familles. Ceratomyxa shasta, un parasite économiquement important des salmonidés, s'est avéré utiliser un ver polychète comme hôte alternatif.
Étonnamment, la transmission directe entre les poissons a également été observée jusqu'à présent chez trois espèces d'Enteromyxum.
Des exemples de genres myxosporiens sont Kudoa, qui attaque le muscle des poissons, et Myxobolus, qui attaque le cœur des poissons d'eau douce.